# 長野県道363号黒姫停車場線
長野県道363号黒姫停車場線（ながのけんどう363ごう くろひめていしゃじょうせん）は、長野県上水内郡信濃町を走る一般県道。

## 概要

### 路線データ
- 起点：上水内郡信濃町柏原（しなの鉄道黒姫駅＝長野県道119号杉野沢黒姫停車場線交点）
- 終点：上水内郡信濃町柏原（柏原交差点＝国道18号交点）
- 延長：707m

## 別名
- 一茶通り（全線）

## 交差・接続する道路
- 黒姫駅（上水内郡信濃町柏原＝起点）
  - 長野県道119号杉野沢黒姫停車場線
- 立体交差（上水内郡信濃町柏原）
  - 長野県道36号信濃信州新線
- 柏原交差点（上水内郡信濃町柏原＝終点）
  - 国道18号（北国街道）

## 周辺
- 黒姫駅
- 一茶記念館
- 信濃町役場